# Hachikō

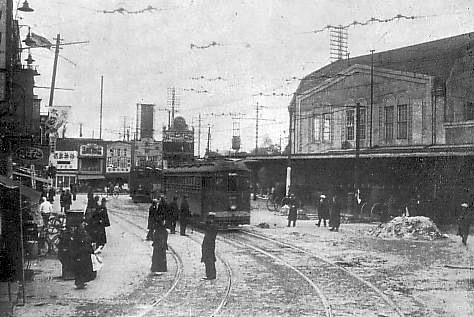
Estació Shibuya tal com era entre 1912–1945

Hachikō (Odate, (Prefectura d'Akita, Japó), 10 de novembre de 1923 - estació de Shibuya, 8 de març de 1934), va ser un gos de raça Akita que es va fer famós perquè anava cada dia a acompanyar el seu amo, un professor de la Universitat de Tòquio, a l'estació del tren i l'esperava a la seva tornada. Quan el seu amo va morir, ell va continuar fidelment amb la rutina confiant en la seva tornada, durant 10 anys, fins que va morir el 1934.
El film Sempre al teu costat, Hachikō, amb una adaptació estatunidenca de 2009 sobre la seva vida, va popularitzar la seva història.

## Biografia
En Hachikō va néixer el novembre de 1923 en una granja a prop de la ciutat d'Odate al Japó. Al començament de 1924 va ser donat a Eisaburō Ueno, un professor del Departament d'Agricultura a la Universitat de Tòquio, amb qui va establir una relació molt estreta.
El 1924 es van traslladar a viure a Tòquio. El gos acompanyava Ueno cada dia al tren, a l'estació de Shibuya, quan aquest se n'anava a treballar, i l'anava a esperar cada dia quan tornava.
Aquesta rutina va durar fins al 21 de maig del 1925, quan el professor Eisaburō Ueno va morir d'una hemorràgia cerebral, mentre feia classe a la Universitat de Tòquio.
En Hachikō va continuar d'anar cada dia a l'estació de tren per esperar-lo, però òbviament en Ueno no apareixia. Tot i que al començament la seva presència causava una certa nosa als treballadors de l'estació, aquells que l'identificaven amb el professor mort, especialment Chuichi Yoshikawa, el cap de l'estació, es van fer càrrec de tenir-ne cura, ja que el gos no se'n volia anar d'allà.

### Reconeixement

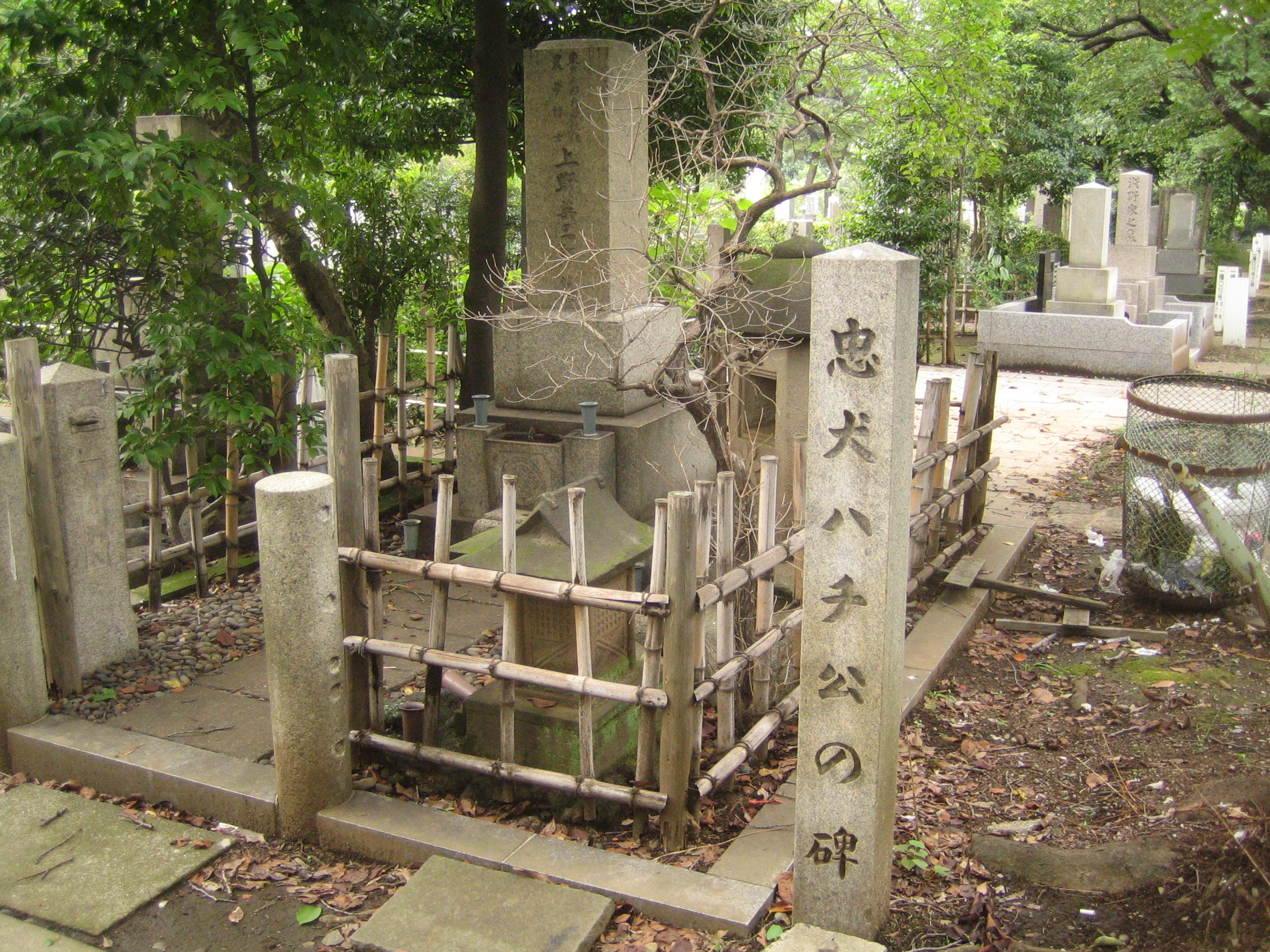
Monument a la tomba de Hachikō.

El 1932, Hirokichi Saito, un dels estudiants del professor Ueno que feia un estudi sobre aquesta raça de gossos, va veure en Hachikō a l'estació i el va seguir fins a la casa de Kikuzaboro Kobayashi, l'exjardiner del professor Ueno, qui li va explicar la història de la vida d'en Hachikō. Poc després d'aquesta reunió, l'estudiant va publicar un cens documentat de la raça Akita al Japó. La seva investigació va trobar que només restaven 30 Akita de pura raça, incloent-hi en Hachikō.)
Va tornar sovint a visitar en Hachikō i amb els anys va publicar diversos articles sobre l'extraordinària lleialtat del gos. El 4 d'octubre de 1932 un d'aquests articles, publicat al diari de Tòquio Asahi Shimbun, va col·locar el gos al centre d'atenció nacional i es va convertir en una autèntica llegenda que va comptar amb el suport institucional de l'emperador. La seva fidelitat a la memòria del seu mestre va impressionar els japonesos perquè simbolitzava l'esperit de lleialtat familiar que tots s'han d'esforçar a tenir. Els mestres i els pares empraven la fidelitat d'en Hachikō com un exemple a seguir per als nens. Aquesta devoció que Hachikō sentia cap al seu amo mort va commoure tant els qui l'envoltaven, que el van anomenar el gos fidel i li van erigir una estàtua de bronze en honor seu a l'estació de Shibuya en un acte en què va ser present el mateix Hachikō.

### Mort

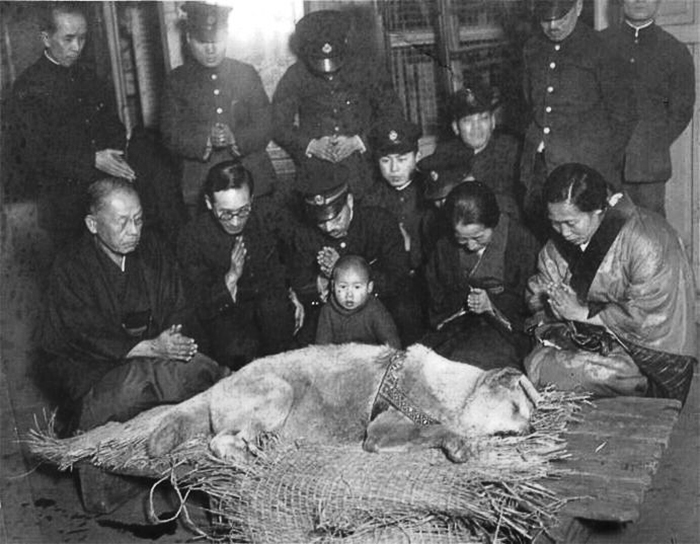
Darrera foto d'Hachikō amb la vídua del seu amo, Yaeko Ueno (segona per la dreta) i el cap de l'estació quan Hachikō va morir el 8 de març de 1935

L'any següent d'inaugurar l'estàtua, el 8 de març de 1935, en Hachikō va morir davant l'estació a causa d'un càncer terminal i una filariosi.
La pell i els ossos es van conservar al Museu de Ciències Naturals d'Ueno (Tòquio), on es conserva dissecat i exposat. La resta dels seus òrgans es van incinerar i es van escampar al voltant de la tomba del seu amo al cementiri d'Aoyama, i s'hi va construir un monòlit amb el seu nom. El dia 8 de març es considera un dia de dol i molta gent el recorda portant flors a la seva estàtua al costat de l'estació.

### Monuments
L'estàtua de bronze que es va erigir a l'estació Shibuya el 1934 quan en Hachikō encara era viu, va ser reciclada per a material de guerra durant la Segona Guerra Mundial. L'agost de 1948 es va encarregar una recuperació a Takeshi Ando, fill de l'artista original. Quan es va inaugurar es va celebrar amb una cerimònia. La nova estàtua és un punt de trobada popular. L'accés a l'estació de més a prop d'aquesta estàtua rep el nom "Hachiko-guchi", que significa "Sortida d'en Hachikō".
A partir del segle xxi i amb la difusió de la història aconseguida amb els diferents films que se n'han fets, han proliferat altres monuments dedicats a en Hachikō:
- Hi ha una còpia de la primera estàtua a la ciutat natal d'en Hachikō, davant l'estació d'Odate.
- El 2004 es va erigir davant el Museu del Gos Akita d'Odate una nova estàtua d'en Hachikō sobre el pedestal de pedra original que va haver-hi a Shibuya.
- El lloc exacte on en Hachikō esperava a l'estació de tren de Shibuya és marcat permanentment amb una placa de bronze amb empremtes de les potes i un text en japonès que explica la història de la seva lleialtat.
- A l'estació de tren d'Hisai, a la ciutat de Tsu, prefectura de Mie, ciutat natal d'Eisaburō Ueno.[11]
- A l'estació de Woonsocket (Rhode Island) on va ser rodat el film de 2009. Inaugurada el 2012.[12]
- A la porta de la facultat d'Agricultura de Tòquio per a commemorar el 80 aniversari de la seva mort. Inaugurada el 2015.[13]

## Films
En Hachikō fou el protagonista del film japonès del 1987, Hachiko Monogatari dirigida per Sejiro Kojama, que explica la història de la seva vida del seu naixement fins a la mort i s'imagina un retrobament espiritual amb el seu amo.
L'agost del 2009 va ser estrenat un remake nord-americà d'aquest film, titulat Hachiko: a dog's story (Sempre al teu costat, Hachiko). Va ser protagonitzada per Richard Gere. Tracta de la història d'en Hachikō i la seva relació amb el professor, encara que l'acció va ser situada als Estats Units; va ser filmat a Woonsocket (Rhode Island) i també hi van participar Joan Allen i Jason Alexander.